# 水曜天幕團
水曜天幕團（すいようてんまくだん）は、日本の劇団。2003年、北海道テレビ放送（HTB）開局35周年記念事業の一環として、同社の看板番組である『水曜どうでしょう』と演劇ユニット「TEAM NACS」のコラボレーション企画として結成された。旗揚げ公演として行われた「蟹頭十郎太」は、原作をディレクターの嬉野雅道が、演出をチーフディレクターの藤村忠寿が担当し、TEAM NACSをはじめとするCREATIVE OFFICE CUEタレント陣を中心としたメンバーが俳優陣として名を連ねた。

## 旗揚げ公演「蟹頭十郎太」
- 公演期間 - 2003年10月10日〜10月19日
  - 10月17日は休演日。10月14日〜10月16日はスポンサード公演。
- 場所 - 北海道テレビ放送新館駐車場内 特設テント会場

### キャスト
- 蟹頭小十郎（鷲頭十郎太） / 講談師：大泉洋（TEAM NACS）
- 桜姫：三輪ひとみ
- 安藤源八 / 安藤弥七：音尾琢真（TEAM NACS）
- 神州無二斎 / 盗人侍 / 法師：森崎博之（TEAM NACS）
- 沼部黒龍丸 / 名主：安田顕（TEAM NACS）
- 佐伯重定 / 蝦蟇丸（後） / 武者：佐藤重幸（TEAM NACS）
- 松 - 小橋亜樹
- 清兵衛 / 町人 / 武者 / 佐々木正綱 / 蝦蟇丸（前）：藤尾仁志（オクラホマ）
- 武者 / 町人 / 山田権兵衛 / 桜姫の母：河野真也（オクラホマ）
- 築山 / おせい：宮崎奈緒美
- 老婆 / 侍女：野村千穂
- 綾姫 / お千代：藤村風香（子役）
- 十郎太：北野雄大（子役）
- 武者：川島直樹
- 黒い龍：西村匡弘 / 大下宗吾
- 特別出演：平岸天神太鼓保存会 / 平岸天神ソーラン踊り保存会

### 黒母衣衆（スタッフ）
- 作 - 嬉野雅道
- 脚色 - 三騎の会（四宮康雅・藤村忠寿・嬉野雅道）
- 運営統括 - 五十嵐聡
- 舞台 - 吉田仁志／木本孝裕／金田憲司／長谷川潤
- 装置 - 中原芳雄／大久保篤
- 撮影 - 大野和久／森山徹／高橋光範
- 美術 - 七尾出／持田知樹／田中康文／川内誠
- 照明 - 松村裕文／山名利幸／北海道共立
- 照明オペレーター - 佐藤真弓
- 映像VTR調整 - 川村雅美
- 音声 - 酒井卓也／大塚健太郎
- 音響 - 夷石徳男／北海道共立
- 特殊美術 - 吉田ひでお／青井素子／浦本英輝／小山田真矢／小林亜衣
- テント設営 - 丸藤シートパイル
- 桟敷設営 - ノース・オブ・サウス
- 会場装飾 - 西出真司
- DTP統括 - 林太一
- 音響プロデューサー - 工藤哲也
- 音楽 - 西岡俊明
- 衣裳・着付 - 二宮義夫／東宝コスチューム
- 大道具 - 河本憲之／堀江雅和
- 小道具 - 齋藤公／小松江里子
- 装飾 - 渡邊清弘／佐々木史雄
- スタイリスト - 小松江里子
- ヘアメイク - 諸橋みゆき／中道貴子／水島奈津子
- ヘアメイクアドバイザー - 平野栄子／栗原芳子
- カツラ協力 - 株式会社サリービューティーサプライジャパン
- 殺陣指導 - 深作覚／エレメンツ
- 舞台進行 - 豊口浩二／松原毅彦／宮尾卓
- 舞台演出助手 - 澤村和明／星野惠介／山下香織／川井洋平／笹島麻衣
- 演出助手 - 嬉野雅道
- 舞台監督 - 山野久治／熊倉英記／川原茂博
- 協力 - 株式会社CREATIVE OFFICE CUE／三輪ミュージックオフィス／劇団イナダ組／エッグ／TNP（TEAM NACS Project）
- アーティストマネージメント - 鈴井亜由美／熊谷まさひこ／三輪鎭夫／清水目由美子
- 広報・宣伝 - 土井巧／東雅子／大越亜紀
- スチル - 原田直樹／仙北慎次
- アートプロデュース - 石坂豊
- アートディレクター - 小林仁志
- アートデザイン - アリカデザイン／BgBee
- デザイナー - 植田晃弘
- ライター - 大坂匡史
- ライター協力 - 佐々木敬
- ウェブデザイン - BgBee／岡本竜治／金村正人
- ウェブプロデューサー - 高桑剛志
- インターネット - 伊藤美千代
- ホームページ - 小山一生
- メイキング - 鈴木武司／松澤聡
- メイキング協力 - 坂本忠昭／中田靖博／末永大輔
- 中継技術 - 五十嵐篤志／荒川正登／HTB 制作技術グループ
- 中継ディレクター - 多田健
- 中継プロデューサー - 塩倉淳一郎
- 協力プロデューサー - 竹山昌利／磯川義和
- 制作担当アシスタントプロデューサー - 松倉和哉
- プロデューサー - 四宮康雅
- 製作統括 - 関川信明／杉山隆彦
- 製作 - 村上裕／中島伸
- プロジェクト・サポーターズ（★印はスポンサード公演を開催した三社）

アズビィ（AZBY）　アーリオ工房　アリカデザイン　安全警備　岩崎印刷　ヴァーナル北海道★
裏方屋　HTBプロモーション　エヌフォト　エレメンツ　風の色　潟沼染工場　札幌パークホテル
しみず工房　しもみち書法院　ステージアンサンブル　ステップス　スーパーサブ　セーフティーガード
東宝コスチューム　ノーブルサベージ　花藤　BgBee　フィクス（FIXE）　北海専門店会★
北海道共立　北海道シミズ　北翔工業　三菱鉛筆北海道販売　miruca（HTB映像）
ユニファースト　ローソン★　ローソンチケット北海道オフィス
- Special Thanks to - 鈴井貴之
- 構成・演出 - 藤村忠寿
- 企画・制作 - HTB 北海道テレビ放送株式会社

## 関連商品
※いずれも販売元はHTB。なお、CD・DVD共に2021年現在はHTBオンラインショップ内では取り扱っておらず事実上の廃盤状態であり、入手困難な状況にある。

### CD
- サウンドトラック「蟹頭十郎太」（水曜どうでしょうオープニングテーマ曲収録）

### DVD
- 水曜天幕團旗揚げ公演「蟹頭十郎太」（2004年1月28日発売）

## エピソード
- 十郎太・綾姫の父「半角斎」は夏野菜スペシャルでの大泉のあだ名である。
- この公演の前後一ヶ月はテント設営・撤去作業があるために、HTBの社員は自動車通勤が禁止された。
- 公演期間中、北海道テレビ放送本社屋上のonちゃんがチョンマゲ姿になった。
- 北海道の寒さを甘く見た本州からの来訪者が、寒さのあまりに泣く泣く客席を後にすることがあった。
  - その為、屋外イベントの「どうでしょう祭」では事前に寒さに対する告知が徹底された。
- 「子役をわざわざ雇う必要はない」という理由で、藤村の次女が子役として出演している。
- 特設会場の性質上防音対策は取られておらず通常の演劇とは異なり、公演中にもかかわらず自動車の排気音や救急車のサイレンの音がそのまま聞こえる。この様子は収録されたDVDでも確認できる。

## テレビ放送
- 2006年1月3日深夜（つまり1月4日未明）にHTBにて「蟹頭十郎太」がテレビ放送された。

### HTB以外の放送局
- 岩手朝日テレビ - 2006年12月27日・28日
- 東日本放送 - 2006年1月2日・3日[1]
- 秋田朝日放送 - 2006年1月2日[1]
- 福島放送 - 2006年1月6日・13日[1]
- チバテレビ - 2013年1月3日
- 長野朝日放送 - 2006年1月3日[1]
- 愛媛朝日テレビ - 2006年1月2日・3日[1]
- 熊本朝日放送 - 2007年1月1日・2日
- CSテレ朝チャンネル - 2008年1月4日・3月16日・6月10日